# شدة انتقال الحرارة
شدة انتقال الحرارة( بالإنجليزي: Intensity heat transfer)في الفيزياء الحرارية شدة الإشعاع I هو قياس تدفق حراري بالإشعاع بالنسبة لوحدة المساحة مضروبا في الزاويةمجسمة في اتجاه معين وحدتها W•m−2•sr−1, يمكن حسابها من العلاقة التالية :
{\displaystyle dq=I\,d\omega \,\cos \theta \,dA}
حيث أن :
- {\displaystyle dA} مساحة المصدر – متناهية في الصغر-
- {\displaystyle dq} معدل انتقال الحرارة
- {\displaystyle d\omega } زاوية مجسمة متناهية في الصغر
- {\displaystyle \theta } الزاوية بين مصدر المجال المتجه وخط المشاهدة بين المصدر والهدف.

ويمكن حساب الطاقة الصادرة من مصدر ما
{\displaystyle q=\int _{\phi =0}^{2\pi }\int _{\theta =0}^{\pi /2}I\cos \theta \sin \theta d\theta d\phi }